# Escargots à la bourguignonne
De escargots à la bourguignonne is een Frans escargotgerecht. Hiervoor wordt traditioneel de wijngaardslak gebruikt, die in de oven met kruidenboter, bestaande uit boter, knoflook en peterselie, wordt afgebakken.
Dit gerecht wordt meestal als voorgerecht opgediend.

## Geschiedenis
Escargot was zo goed als van de tafel van de gegoede kringen in Frankrijk verdwenen, toen de Franse politicus en fijnproever Talleyrand het in 1814 herintroduceerde door zijn chef Antonin Carème te instrueren escargot op het menu te zetten voor een diner met de Russische tsaar Alexander I. Deze chef bedacht hiervoor een recept dat geïnspireerd was op die van een priester uit zijn regio. Het recept werd een doorslaand succes.
Terwijl de escargot nog een laatste reddingsmiddel was tijdens de hongersnood van 1817-1818 op het platteland in de Franse Midi, groeide het in de loop van de negentiende eeuw meer en meer in aanzien, en werd het zelfs een symbool voor de Franse gastronomie. Het succesvolle recept van Carème is als escargot à la bourguignonne een van de beroemdste escargotrecepten.